# Tanaka Kazuki
Kazuki Tanaka (sinh ngày 13 tháng 1 năm 2000) là một cầu thủ bóng đá người Nhật Bản.

## Sự nghiệp câu lạc bộ
Kazuki Tanaka đã từng chơi cho FC Tokyo.